# يوزغاد
يَوَزْغَاد (بالتركية: یوزغاد، Yozgat) مدينة وعاصمة وإقليم رئيس داخل ولاية يوزغاد تقع في وسط تركيا ويبلغ تعداد سكان المدينة حوالي 73,930 نسمة وسكان الإقليم بأجمله 645,266 نسمة حسب تعداد عام 2009.

## أعلام
- آغا أفندي
- طه أكيول
- أكرم دومانلى
- كان كاناك
- مصطفى باشا البزقلي